# Старики (Вологодская область)
Старики — деревня в Череповецком районе Вологодской области.
Входит в состав Югского сельского поселения (с 1 января 2006 года по 8 апреля 2009 года входила в Шалимовское сельское поселение), с точки зрения административно-территориального деления — в Шалимовский сельсовет.
Расстояние до районного центра Череповца по автодороге — 56 км, до центра муниципального образования Нового Домозерова по прямой — 26 км. Ближайшие населённые пункты — Бойново, Кузнецово, Верховье.
По переписи 2002 года население — 28 человек (13 мужчин, 15 женщин). Всё население — русские.